# Henning Ernst von Behr
Henning Ernst von Behr (* 8. April 1706 in Schlagtow; † 28. August 1783) war ein preußischer Generalmajor.

## Leben
Henning Ernst war Angehöriger des Adelsgeschlechts von Behr, Stamm Pommern-Gützkow. Seine Eltern waren der Erbherr auf Schlagtow und Klein Niekör Joachim Ernst von Behr und Margarethe Eleonore von Koppelow. Er blieb unverheiratet.
Behr soll bereits 1722 in die Armee eingetreten sein, begann seine Offizierslaufbahn jedoch erst 1732 als Fähnrich im Infanterieregiment „von Kalckstein“, avancierte 1735 zum Sekondeleutnant und wurde 1740 Stabskapitän beim Füsilierregiment „von Münchow“. 1741 hatte ihn der König als einen der ersten zu Werbungen in das Riesengebirge geschickt. 1744 wurde er Kapitän und Kompaniechef. Er nahm am Zweiten Schlesischen Krieg teil. Hiernach wurde er im Jahre 1753 Chef einer Grenadierkompanie. Er nahm am Siebenjährigen Krieg, insbesondere den Schlachten bei Leuthen und Prag sowie dem Gefecht bei Pretzsch (Elbe) teil. In den Kriegsjahren stieg er 1757 zum Major und Kommandeur eines Grenadierbataillons auf und wurde 1761 zum Oberstleutnant befördert. Am 27. September 1762 hat er sich zudem in den Gefechten bei Freiberg ausgezeichnet. Er avancierte dann 1763 zum Kommandeur des Grenadierbataillon „von Unruh“ sowie im selben Jahr zum Kommandeur des Füsilierregiment „von Hülsen“. Zuletzt wurde Behr 1764 zum Oberst befördert und dimittierte 1765 mit dem Charakter als Generalmajor.